# Talp japonès petit
El talp japonès petit (Mogera imaizumii) és una espècie de mamífer de la família dels tàlpids. És endèmic del Japó.
Aquest tàxon fou anomenat en honor del zoòleg japonès Yoshinori Imaizumi.